# Hegemonia: Żelazne legiony
Hegemonia: Żelazne legiony (węg. Haegemonia: Az Univerzum Légiói) – węgierska gra strategiczna tocząca się w kosmosie. Głównym aspektem gry jest walka z wrogimi nacjami.

## Fabuła
Gra dzieli się na 5 epizodów:
1. Wojna między Ziemią a Marsem.
2. Pierwsze kroki człowieka w innych układach świetlnych, stawiane przez tytułowe Żelazne Legiony.
3. Konflikt zbrojny z rasą Kariak.
4. Spotkanie ludzkości z imperium Darzok.
5. Wojna domowa w imperium Kariak, Armadzie i ostateczna bitwa z imperium Darzok.

## Nacje
Imperium Ludzkości – rasa centralna fabuły kampanii, kontrolowana przez gracza. Ludzie w XXII wieku zasiedlili swój układ słoneczny. Zbyt duże wpływy Ziemskiego rządu na poszczególne kolonie wywołały konflikt zbrojny między dwoma najsilniejszymi odłamami: Imperium Ziemi i Federację Marsjańską. Ostatecznie wojnę zakończono, a obie strony dla wspólnego bezpieczeństwa powołały tytułowe Żelazne Legiony. W kampanii występuje również zbuntowany odłam Gwiezdnych Piratów. Jednostki gwiezdne ludzkości są budowane tradycyjnie i na początku mają mniejsze możliwości, niż siły obcych. Z czasem jednak Legionom udaje się zrównoważyć tę przewagę. Ludzie są mistrzami Szpiegostwa i Socjologii (posiadają najwięcej technologii w tej kategorii).
Imperium Kariak – tajemnicza rasa zamieszkująca systemy Raki, Yarbo, Khirzaask i Panola. Odkrywszy ludzką ekspansję, Kariak zaatakowali bez wypowiedzenia wojny. Byli przekonani, że Ludzie byli sojusznikami ich legendarnych wrogów – Niewidzialnych. Podczas wojny z Darzok, w wyniku zdrady jednego z kluczowych polityków Kariak pogrąża się w chaosie i bratobójczej walce zakończonej dopiero przez interwencję Żelaznych Legionów. Mimo tych wad ostatecznie Kariakowie wiernie stają u boku ludzi podczas bitwy z Armadą. Ich specjalnością jest Technologia Planetarna.
Imperium Darzok – ostatnia z kluczowych frakcji w Heagemonii pojawia się znienacka w epizodzie IV. Darzok to humanoidalne, potężne istoty posiadające zaawansowane, organiczne statki pokryte chitynowym pancerzem i zdolne do niszczenia wszystkiego, co napotykają swej drodze. Doskonale radzą sobie z technologiami Wyposażenia Statków. Wszystkie ich statki są zależne od głównego sztabu – w wyniku jego zniszczenia wszystkie eksplodują jednocześnie. W kampanii pojawia się informacja, że Darzok wyglądają bardziej na sztuczny twór innej cywilizacji, niż na naturalne stworzenia.
Solon – tajemnicza, starożytna rasa. Jedyną pamiątką ich panowania w galaktyce są potężne, automatyczne bazy gwiezdne dysponujące niesamowitą bronią. W systemie Eden ludzie zdołali zbadać jedną z baz i wydobyć z niej cenne artefakty i informacje. Solon byli nastawieni pokojowo, pomagali innym, słabszym rasom i chronili je przed zagrożeniami. W wyniku starcia z nieznanymi siłami zmuszeni byli uciekać i pozostawić za sobą łańcuch obronnych baz.